# ジェフリー・ロドリゲス
ジェフリー・オスバルド・ロドリゲス（Jefry Osvaldo Rodríguez, 1993年7月26日 - ）は、ドミニカ共和国サン・クリストバル州バホス・デ・ハイナ出身のプロ野球選手（投手）。右投右打。MLBのワシントン・ナショナルズ傘下所属。

## 経歴

### プロ入りとナショナルズ時代
2012年にアマチュア・フリーエージェントでワシントン・ナショナルズと契約してプロ入り。契約後、傘下のルーキー級ドミニカン・サマーリーグ・ナショナルズでプロデビュー。10試合（先発9試合）に登板して0勝2敗、防御率2.93、35奪三振を記録した。
2013年にアメリカ本土へ渡り、ルーキー級ガルフ・コーストリーグ・ナショナルズでプレー。12試合に先発登板して3勝0敗、防御率2.45、43奪三振を記録した。
2014年はとA-級オーバーン・ダブルデイズとA級ヘイガーズタウン・サンズでプレーし、2球団合計で7試合に先発登板して1勝2敗、防御率4.86、30奪三振を記録した。
2015年もA-級オーバーンとA級ヘイガーズタウンでプレーし、2球団合計で23試合に先発登板して4勝10敗、防御率5.42、94奪三振を記録した。
2016年はA級ヘイガーズタウンでプレーし、25試合に先発登板して7勝11敗、防御率4.96、96奪三振を記録した。
2017年はA+級ポトマック・ナショナルズでプレーし、12試合（先発10試合）に登板して4勝3敗、防御率3.32、51奪三振を記録した。なお、5月16日には薬物検査違反で80試合の出場停止となった。オフの11月20日にメジャー契約を結んで40人枠入りした。
2018年は開幕をAA級ハリスバーグ・セネターズで迎え、5月19日にメジャー初昇格を果たしたが、登板が無いまま翌20日に降格した。6月3日に再昇格し、同日のアトランタ・ブレーブス戦でメジャーデビュー。この年メジャーでは14試合（先発8試合）に登板して3勝3敗、防御率5.71、39奪三振を記録した。

### インディアンス時代
2018年11月30日にヤン・ゴームズとのトレードで、ダニエル・ジョンソンと共にクリーブランド・インディアンスへ移籍した。
2020年オフの12月2日にノンテンダーFAとなった。

### ナショナルズ復帰
2020年12月21日に古巣のナショナルズとマイナー契約を結んで2021年のスプリングトレーニングに招待選手として参加することになったと報じられた。
2021年6月12日にメジャー契約を結んでアクティブ・ロースター入りした。オフの11月7日にFAとなった。11月8日にナショナルズとマイナー契約で再契約を結んだ。
2022年3月14日にスプリングトレーニングに招待選手として参加することになった。

## 詳細情報

### 年度別投手成績
| 年 度    | 球 団    | 登 板 | 先 発 | 完 投 | 完 封 | 無 四 球 | 勝 利 | 敗 戦 | セ 丨 ブ | ホ 丨 ル ド | 勝 率 | 打 者 | 投 球 回 | 被 安 打 | 被 本 塁 打 | 与 四 球 | 敬 遠 | 与 死 球 | 奪 三 振 | 暴 投 | ボ 丨 ク | 失 点 | 自 責 点 | 防 御 率 | W H I P |
| -------- | -------- | ----- | ----- | ----- | ----- | -------- | ----- | ----- | -------- | ----------- | ----- | ----- | -------- | -------- | ----------- | -------- | ----- | -------- | -------- | ----- | -------- | ----- | -------- | -------- | ------- |
| 2018     | WSH      | 14    | 8     | 0     | 0     | 0        | 3     | 3     | 0        | 0           | .500  | 233   | 52.0     | 43       | 8           | 37       | 5     | 3        | 39       | 2     | 0        | 35    | 33       | 5.71     | 1.54    |
| 2019     | CLE      | 10    | 8     | 0     | 0     | 0        | 1     | 5     | 0        | 0           | .167  | 203   | 46.2     | 48       | 5           | 21       | 1     | 0        | 33       | 4     | 1        | 26    | 24       | 4.63     | 1.48    |
| 2021     | WSH      | 14    | 1     | 0     | 0     | 0        | 0     | 0     | 0        | 0           | ----  | 112   | 24.1     | 25       | 6           | 17       | 0     | 1        | 20       | 4     | 0        | 16    | 16       | 5.92     | 1.73    |
| MLB：3年 | MLB：3年 | 38    | 17    | 0     | 0     | 0        | 4     | 8     | 0        | 0           | .333  | 548   | 123.0    | 116      | 19          | 75       | 6     | 4        | 92       | 10    | 1        | 77    | 73       | 5.34     | 1.55    |

- 2021年度シーズン終了時

### 年度別守備成績
| 年 度 | 球 団 | 投手（P） | 投手（P） | 投手（P） | 投手（P） | 投手（P） | 投手（P） |
| 年 度 | 球 団 | 試 合     | 刺 殺     | 補 殺     | 失 策     | 併 殺     | 守 備 率  |
| ----- | ----- | --------- | --------- | --------- | --------- | --------- | --------- |
| 2018  | WSH   | 14        | 2         | 6         | 0         | 0         | 1.000     |
| 2019  | CLE   | 10        | 2         | 5         | 1         | 2         | .875      |
| MLB   | MLB   | 24        | 4         | 11        | 1         | 2         | .938      |

- 2020年度シーズン終了時

### 背番号
- 68（2018年 - 2019年）
- 39（2021年 - ）